# Fraßenhütte
Die Fraßenhütte, auch Frassenhütte, ist eine Schutzhütte der Sektion Vorarlberg des Österreichischen Alpenvereins.

## Geschichte
Die erste Hütte wurde auf der Pfannenknechtalpe am Hohen Frassen um 1864 als Alphütte errichtet. 1894 erfolgte der Umbau zu einer Unterkunftshütte für Touristen durch die Herren Gassner und Muther aus Bludenz. Dabei wurde auch bereits eine Veranda eingerichtet. 1927 erfolgte die Übertragung der Hütte samt Grundstück an den Alpenverein als Geschenk. In den folgenden Jahrzehnten wurde an der Hütte nur wenig verändert. Die Versorgung geschah mit Pferden und zu Fuß. Eine baubehördliche Beanstandung im Jahre 1973 führte dann zu einem Neubau der Hütte. Dabei half die 1982 errichtete Materialseilbahn, die ab der Talstation im Nitztobel bei der Parzelle Laz 825 Höhenmeter überwindet und nur für Gütertransporte zugelassen ist. Ein Hüttenprovisorium wurde 1985 eröffnet, die endgültige Abnahme erfolgte allerdings erst 1990.
2008 erfolgte der Anschluss ans Strom- und Abwassernetz, vorher lieferte ein Dieselaggregat elektrische Energie.